# Giuseppe Enzo Baglioni
Giuseppe Enzo Baglioni (Ferrara, 25 de julio de 1884-San Nicolò, 12 de mayo de 1945) fue un grabador, pintor y ingeniero italiano, conocido como el "Poeta del Bulino" .

## Biografía

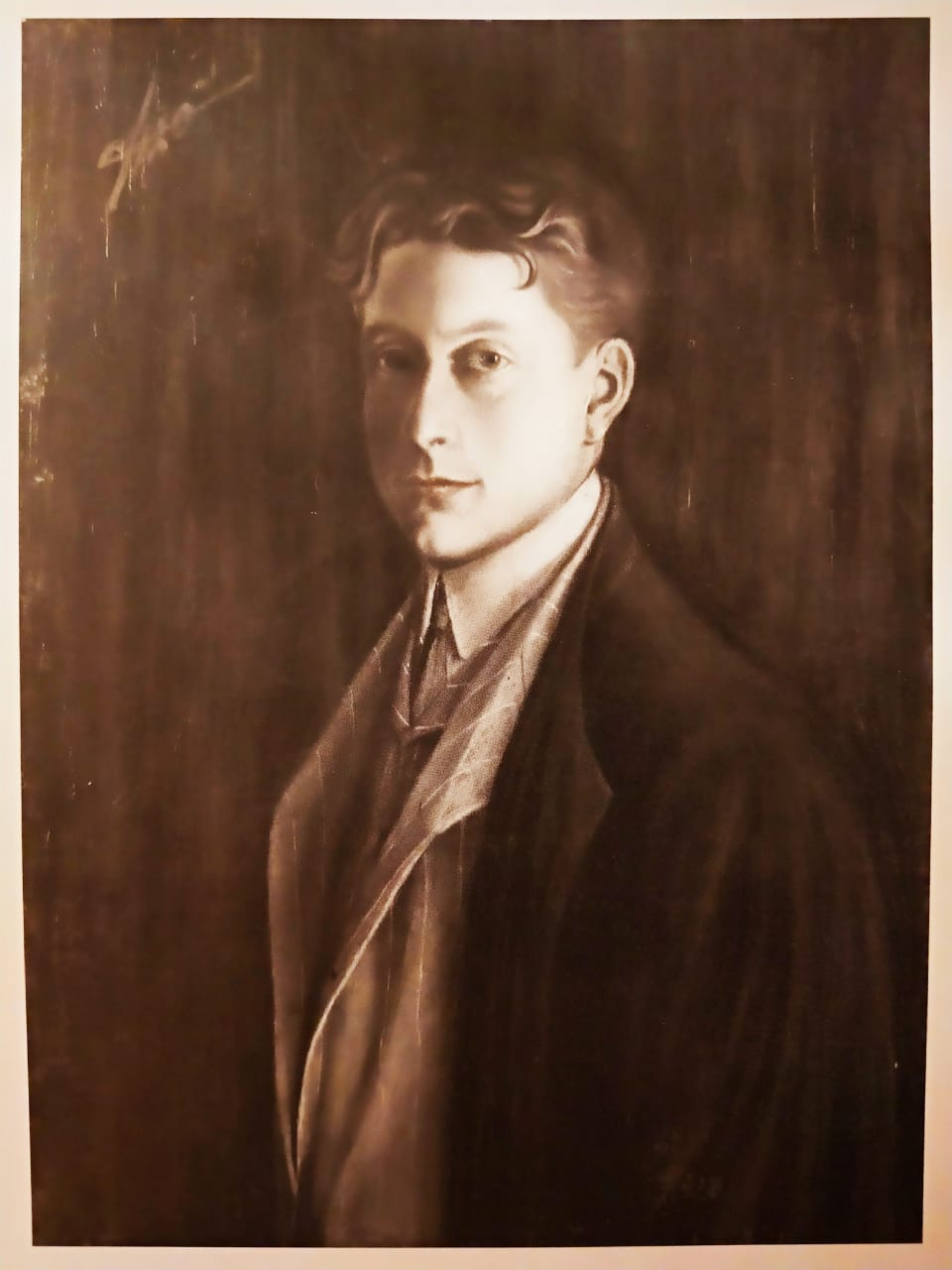
Autorretrato de Giuseppe E. Baglioni (1905-1906).

Graduado en ingeniería civil y arquitectura en Bolonia.Desde temprana edad mostró interés por el dibujo. Los primeros intentos fueron pequeños retoques a lápiz y bocetos a color. Entre 1905 y 1906 intenta dibujar detalles arquitectónicos de antiguos palacios, deleitándose con retratos y algunos bocetos a lápiz. La situación de bienestar social de su familia le lleva a cultivar varias pasiones, entre ellas el violín, para el que más tarde compondrá algunas piezas, juzgadas por los críticos musicales "de factura moderna y atractiva".En 1910 experimentó en la campiña de Cona con un modelo de biplano de su propia invención, llamado "Baglioni", para luego ser probado en Bolonia.Mientras que desde un punto de vista artístico se mantiene anclado a las diversas técnicas: pastel, china, acuarela, témpera y óleo. Después de graduarse en 1911, comenzaron los primeros proyectos de pequeñas villas y capillas funerarias que se caracterizaron por un estilo innato que solo más tarde se inclinaría hacia un déco más riguroso; en 1912 trabajó en la nueva sede de la Cámara de Diputados en Roma . El final de la Guerra en Libia marca la ocasión de su primer trabajo como ingeniero ferroviario de las líneas de comunicación en las carreteras inaccesibles entre Massima y Asmara, en Eritrea, pasando 13 meses en África. Posteriormente se traslada a París, donde le despierta el interés por haber experimentado de primera mano el continente oscuro y el arte “primitivo”. A su regreso a Ferrara retoma su actividad artística con una elección técnica que fue el preludio de su futura preferencia por la imprenta: la monotipia. A partir de aquí empezó a madurar la conversión al dibujo profundo, al ácido ya la tinta. En 1915 fue adscrito a la Dirección de Ingenieros Militares de Florencia. En la  Accademia de Bellas Artes de Florencia asistió a un curso de especialización para profundizar y perfeccionar la técnica de la punta seca.El mayor objetivo es participar como competidor en la Exposición de Bellas Artes de Florencia en 1917.Hacia 1918 realiza una serie de diez aguafuertes sobre Venecia; con el paso de los años se fueron añadiendo al archivo otras obras dedicadas a Venecia. De estos últimos donó la primera edición a Mussolini, a quien "les agradeció sinceramente, calificándolos de hermosos".Permaneciendo durante mucho tiempo en varias ciudades en conjunto con trabajos de diseño en el campo de la construcción y siendo miembro de la Diputación Provincial de Historia de la Patria, crea producciones similares divididas por ciudad: Florencia, Roma, Bolonia, Padua, Siena, Pompeya, Asís, Milán y otros por último Ferrara, incluyendo decenas de obras de varios tamaños.
En la Exposición de Arte Ferrares de 1928, de un centenar de artistas, sólo diez tenían sala para una exposición individual, entre ellos Baglioni.Posteriormente fue responsable de los proyectos arquitectónicos y del equipamiento interior de las ferias de Milán, Bari y Bolonia. En los años siguientes se ocupó cada vez menos del tema urbano, yendo a menudo al área de Comacchio, en el área de la gran recuperación. Participante entusiasta de las iniciativas de excavación, fue uno de los promotores de un Museo Arqueológico en Ferrara, en el Palacio Ludovico il Moro, que fue inaugurado más tarde en 1935. Amargado por las disposiciones fascistas y siendo amigo de muchos judíos de Ferrara, afrontó con inquietud la noticia de la promulgación de las primeras leyes raciales. Con el inicio de la guerra, pasó cada vez más tiempo en la antigua casa familiar de Rero, donde trasladó su taller de grabado hasta que se quedó allí definitivamente, después de haber abandonado su casa en Via Santo Stefano en la ciudad. En este período, la sucesión de hechos bélicos con la muerte de amigos lo trastornó profundamente hasta el punto de desviar su estilo. De hecho, en sus obras aparecen bailarines de vodevil, actores y técnicos en un plató cinematográfico, símbolo del engaño y una burlona ficción escénica en los días del odio y la muerte.
En 1945 fue sacado por los guerrilleros de su casa que se había convertido en la principal de la zona rural de Ferrara a 2 km de Tresigallo, solo para ser reconocido por su hijo entre los fusilados.

## Crítica
Interesado en las formas del art déco, encontró su objetivo artístico en la técnica del grabado, representando a su Ferrara natal, pero también a otras ciudades italianas. Repetidamente nombrado como precursor de un género artístico en el campo del grabado.Obtuvo el aprecio de ilustres conciudadanos contemporáneos como Giuseppe Agnelli: "... estas imágenes el Poeta del Bulino acaricia y renueva con maestría superior, en una forma muy personal. De ahí que cada panel lleve la huella de un momento de su alma, aunque el artista, tímido, y diría desdeñoso, de efectos fáciles. . . " , Gualtiero Medri: " ... es necesario, sin embargo, llegar hasta nuestros días para encontrar un artista que merezca, por méritos indiscutibles, el afijo de maestro en el arte del grabado . . . De sus manos salen asistidos por una maestría en el dibujo, un profundo conocimiento de la técnica, un infatigable trabajo de sitio y un exquisito sentido del arte. . . " , Filippo de Pisis: "... a través de las obras que le vi, se mostró como un grabador de gran pericia técnica y aquí y allá también vigoroso y sintético. . . La impecable precisión del dibujo y de la perspectiva se trasluce en los bellos tonos para hacernos pensar en las fuertes miradas de Piranesi . . . También por esto se podría catalogar como un buen artesano que respeta las reglas establecidas" , y Mimì Quilici Buzzacchi  Su maestría y conocimiento técnico, mezclado con un estilo ecléctico, presenta un renacimiento de la expresión artística de los grandes del pasado,como también lo describe el crítico de arte L. Scardino: "fuertes claroscuros de Enzo Baglioni, un grabador de Ferrara que casi parece una reencarnación de Piranesi".

### Obras principales
Parte de unos cientos de sus obras se exhiben en la Fundación Giorgio Cini de Venecia y el Museo de Arte Moderno de Bolonia . Las placas de grabado de zinc y cobre de numerosos temas fueron donadas por la familia a la Fundación Cini,en Venecia en mayo de 1976.

### Exposiciones
- 1905: Mostra Umoristica Nazionale organizzata dal Comitato Universitario, Palazzo dei Diamanti, Ferrara
- 1914: Esposizione Internazionale d'Arte della città di Venezia, Palazzo Correr, Venezia.
- 1917: Mostra di Belle Arti - Esposizione del Soldato, Palazzo Davanzati, Firenze . Mostra del Bianco e Nero, Palazzo Bentivoglio, Bologna.[20][21]
- 1918: Mostra organizzata dalla Società "Francesco Francia",[22]per le Belle Arti, Bologna.[23][24]
- 1919: Pellicceria Obici, Corso Giovecca, Ferrara.[25] Mostra di Beneficenza, Palazzo dei Diamanti, Ferrara.[25][26]
- 1920: Mostra organizzata dalla Società "Francesco Francia"  [22], per le Belle Arti, Bologna (seconda volta). Esposizione d'Arte Ferrarese,[27] organizzata dalla Società "Benvenuto Tisi" ,[28] Palazzo dei Diamanti, Ferrara.[29] Palazzo Arcivescovile, Ferrara. Palazzo Tassoni Mirogli, Ferrara. II Mostra Fotografica, Ferrara.
- 1922: Mostra organizzata dalla Società "Francesco Francia"  [22], Bologna.[23][24]
- 1924: Mostra organizzata dalla Società "Francesco Francia"  [22], Bologna (seconda volta).[30][24]
- 1925: Castello Estense, Ferrara.
- 1926: Esposizione d'Arte Ferrarese[31] organizzata dalla Società "Benvenuto Tisi",[28]Palazzo dei Diamanti, Ferrara.[32]Mostra d'Arte promossa dall'Associazione Combattenti, Bologna.[33]
- 1927: I Esposizione Nazionale dell'Arte del Paesaggio, Convento di San Domenico, Bologna.[34][35]Mostra Internazionale dell'Incisione, Firenze.[24] Mostra degli Amatori e Cultori d'Arte, Roma[24]Mostra d'arte della città di Fiume, Fiume, Croazia.[24]
- 1928: Mostra d'Arte Ferrarese, Palazzo Sant'Anna, Ferrara.
- 1929: Esposizione della Montagna, Milano.
- 1931: Esposizione Internazionale d'Arte Sacra, Padova.
- 1932: Mostra d'Arte Benefica, Castello Estense, Ferrara.
- 1933: Mostra di Artisti Ferraresi, Atrio del Teatro Comunale, Ferrara.[36]
- 1934: Mostra di Artisti Ferraresi, Atrio del Teatro Comunale, Ferrara.[36] Il Mostra Nazionale dell'Agricoltura, Firenze.[37]Mostra Nazionale del Paesaggio promossa dall'Associazione Nazionale per i paesaggi e i monumenti pittoreschi, Bologna.
- 1936: IV Mostra Sindacale d'Arte con la collaborazione della Società "Benvenuto Tisi", Borsa di Commercio, Ferrara.
- 1937:  Mostra "Moretti", Palazzo Tassoni Mirogli, Ferrara.[38]
- 1939: Mostra Sindacale d'Arte, Castello Estense, Ferrara.
- 2001: Incisori ferraresi del Novecento, Centro Mostre E.F.E.R., Ferrara / Antica Rocca, Cento.
- 2005: Mostra Enzo Baglioni. Impronte, Palazzo Massari, Ferrara.[39]

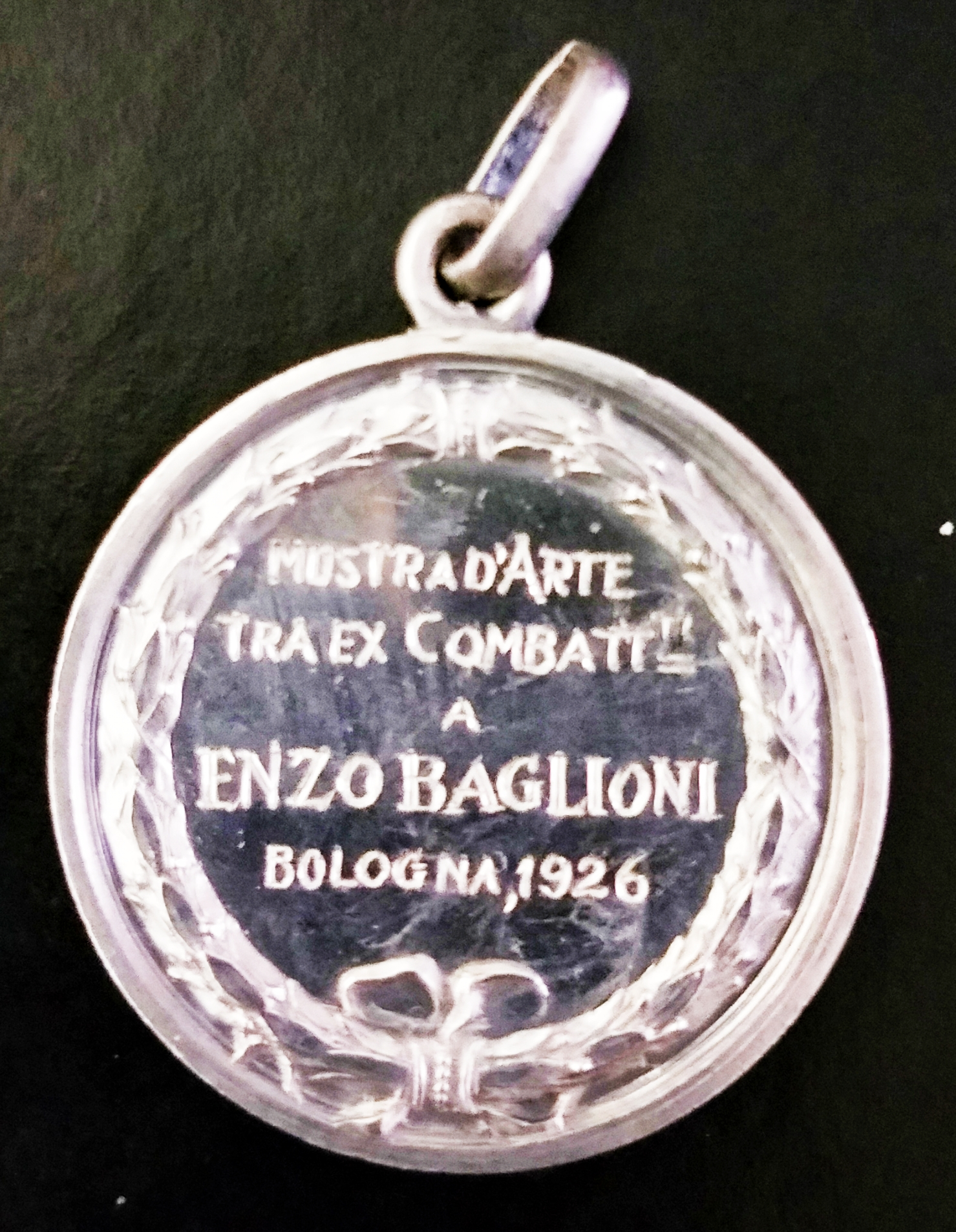
Medalla de Plata obtenida en 1926.

## Premios
- 1917 Medalla de Plata. Mejor grabador
- 1922 Medalla de plata. Por el conjunto de obras
- 1924 Medalla de plata
- 1926 Medalla de plata
- 1927 Medalla de oro. Mejor Grabado
- 1929 Medalla de oro. Por el grabado "Ponte del Diavolo" [40][41]

## Galería de imágenes

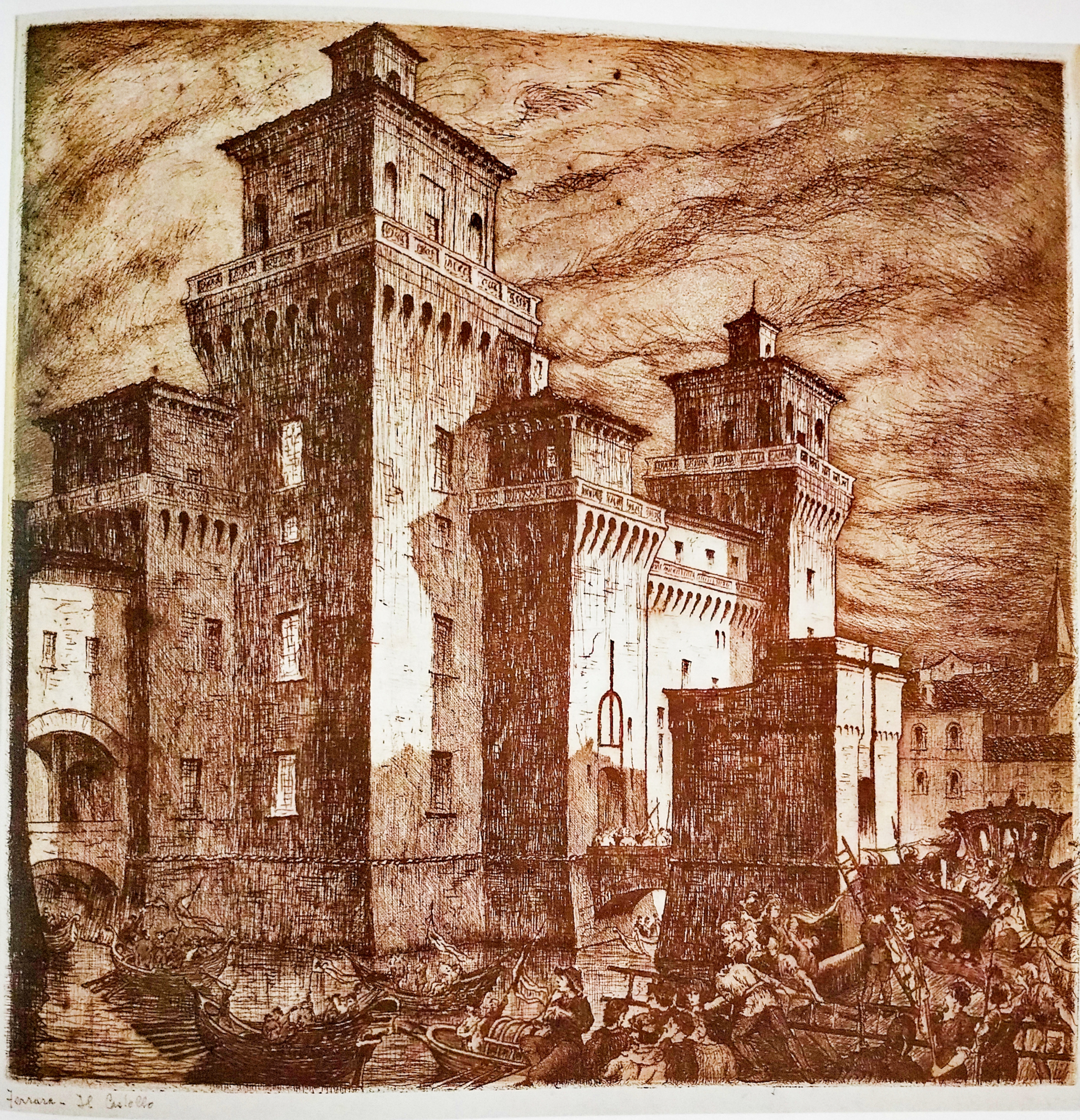
Castello, scena storica  (1920).
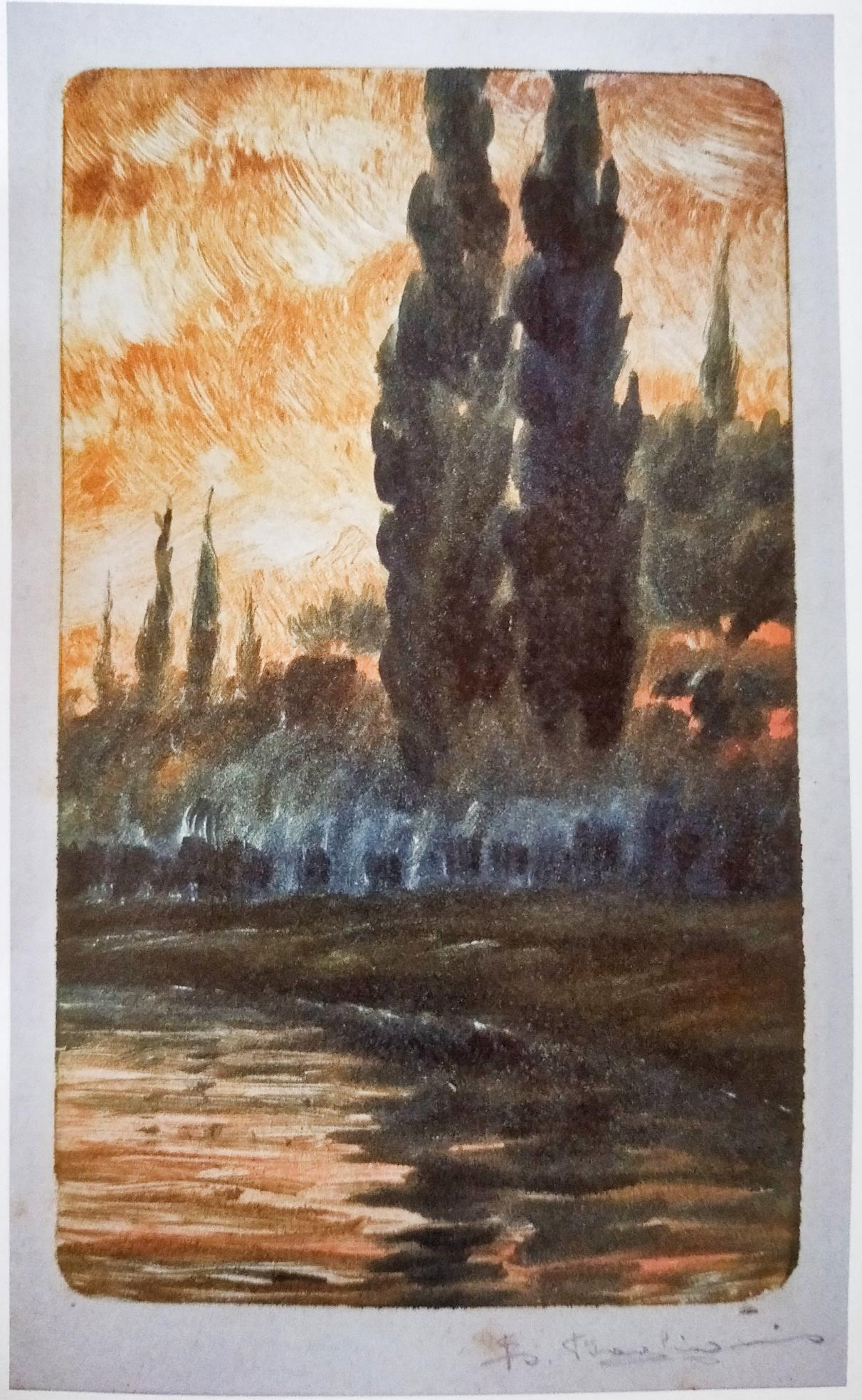
Paesaggio con alberi  (1914).
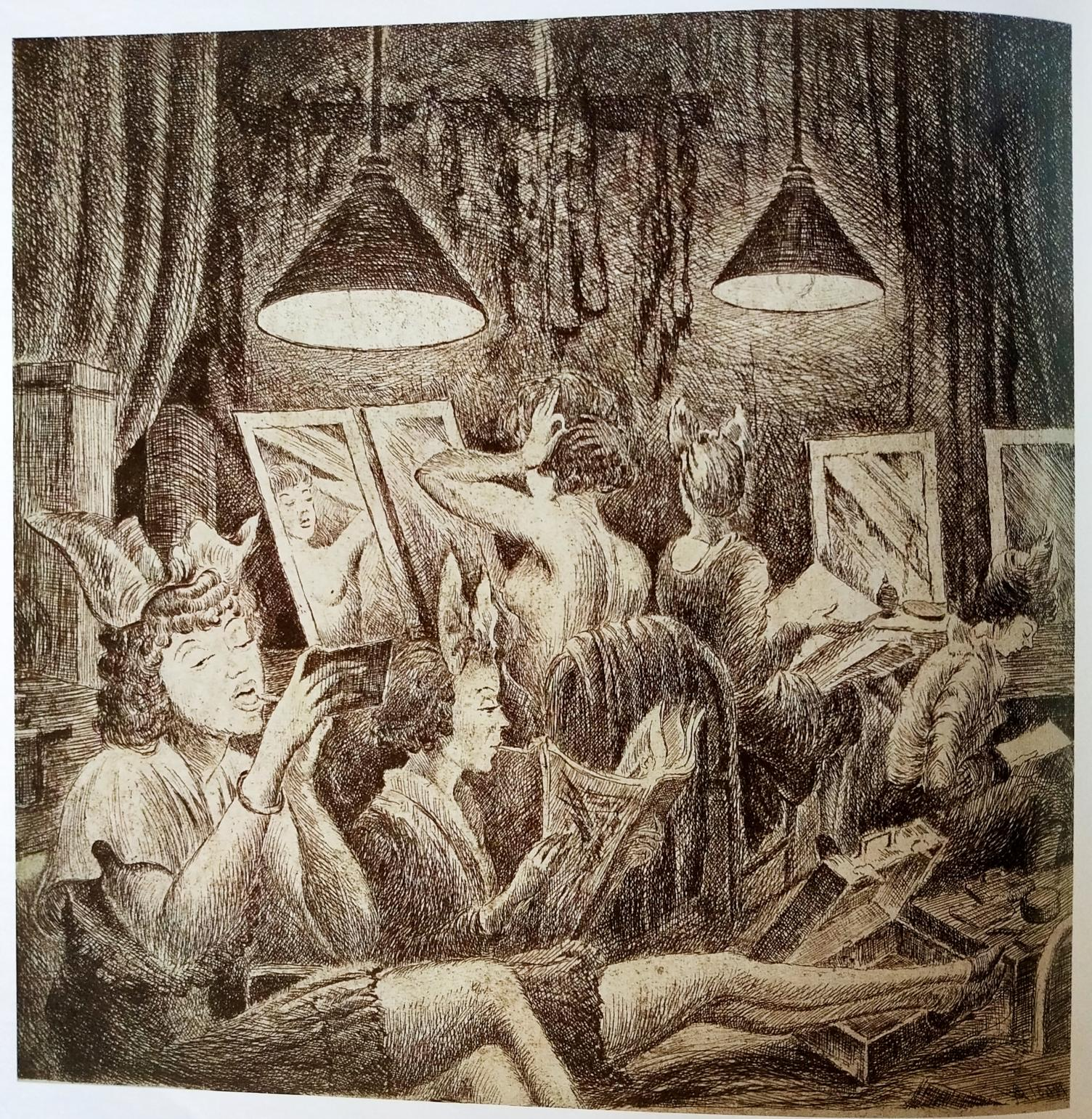
Dietro le Quinte (1943).
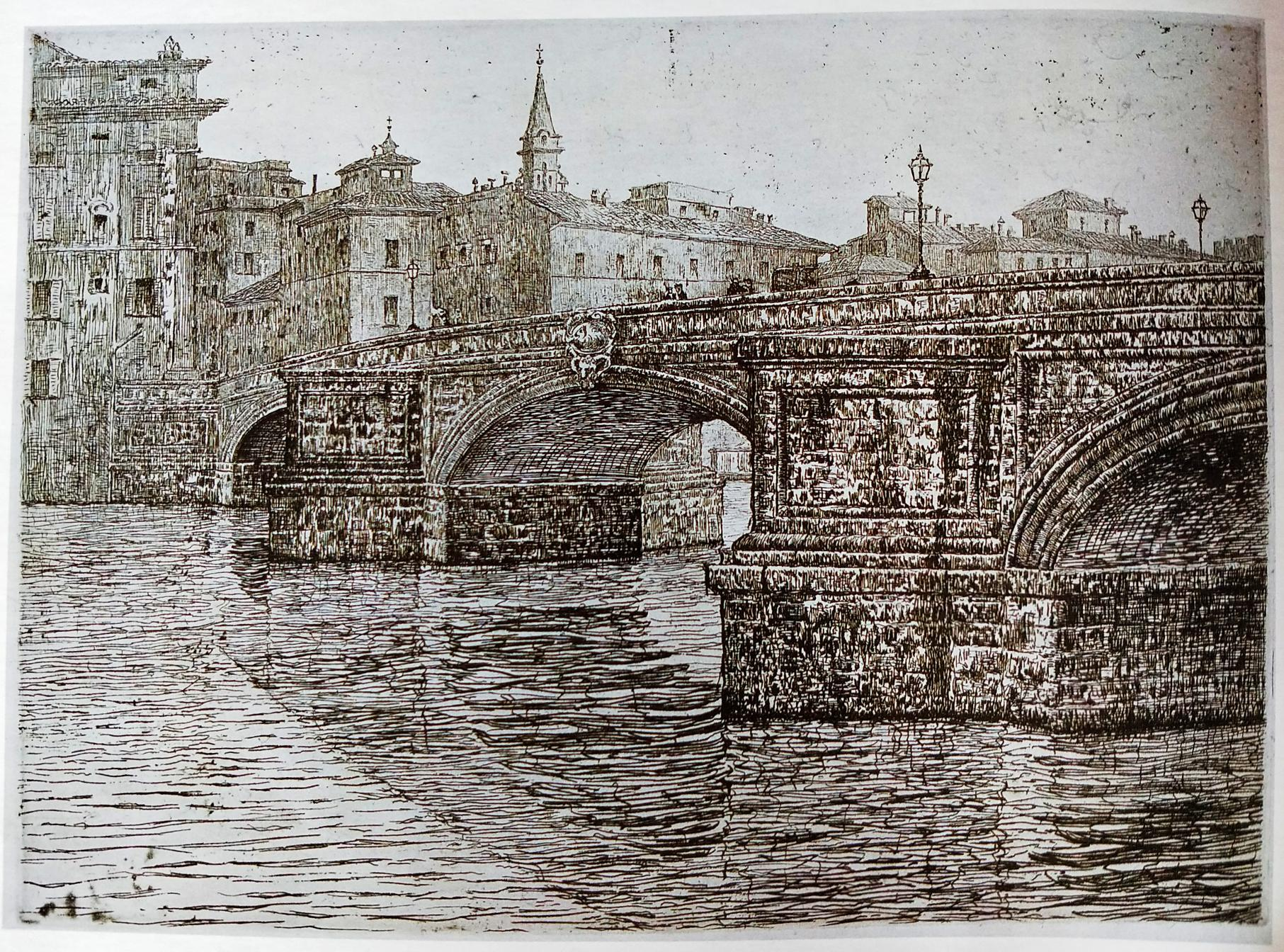
Ponte a S. Trinita (1917). Medaglia d'argento all'Esposizione di Belle Arti di Firenze 1917/18
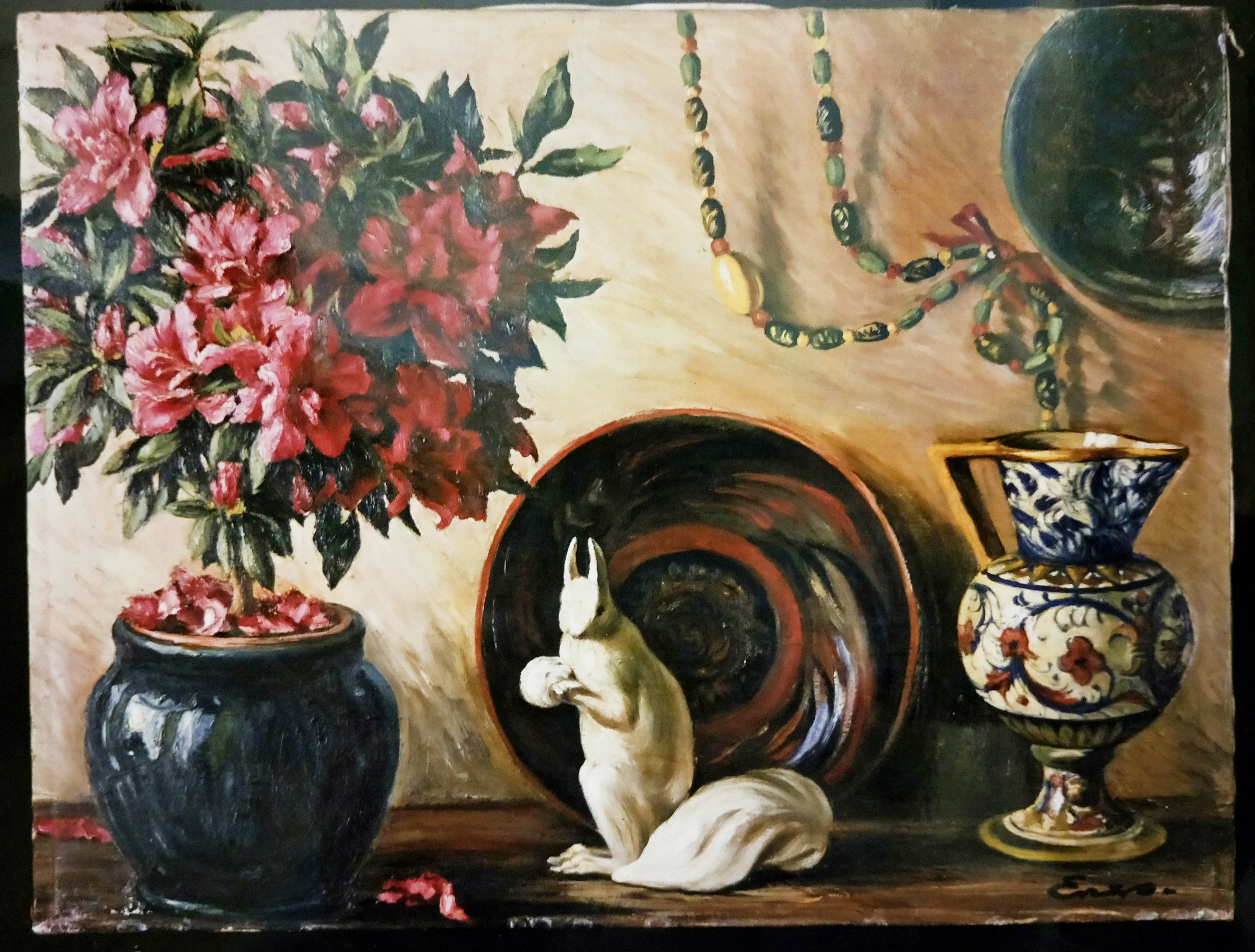
Natura morta "Scoiattolo" (año desconocido).
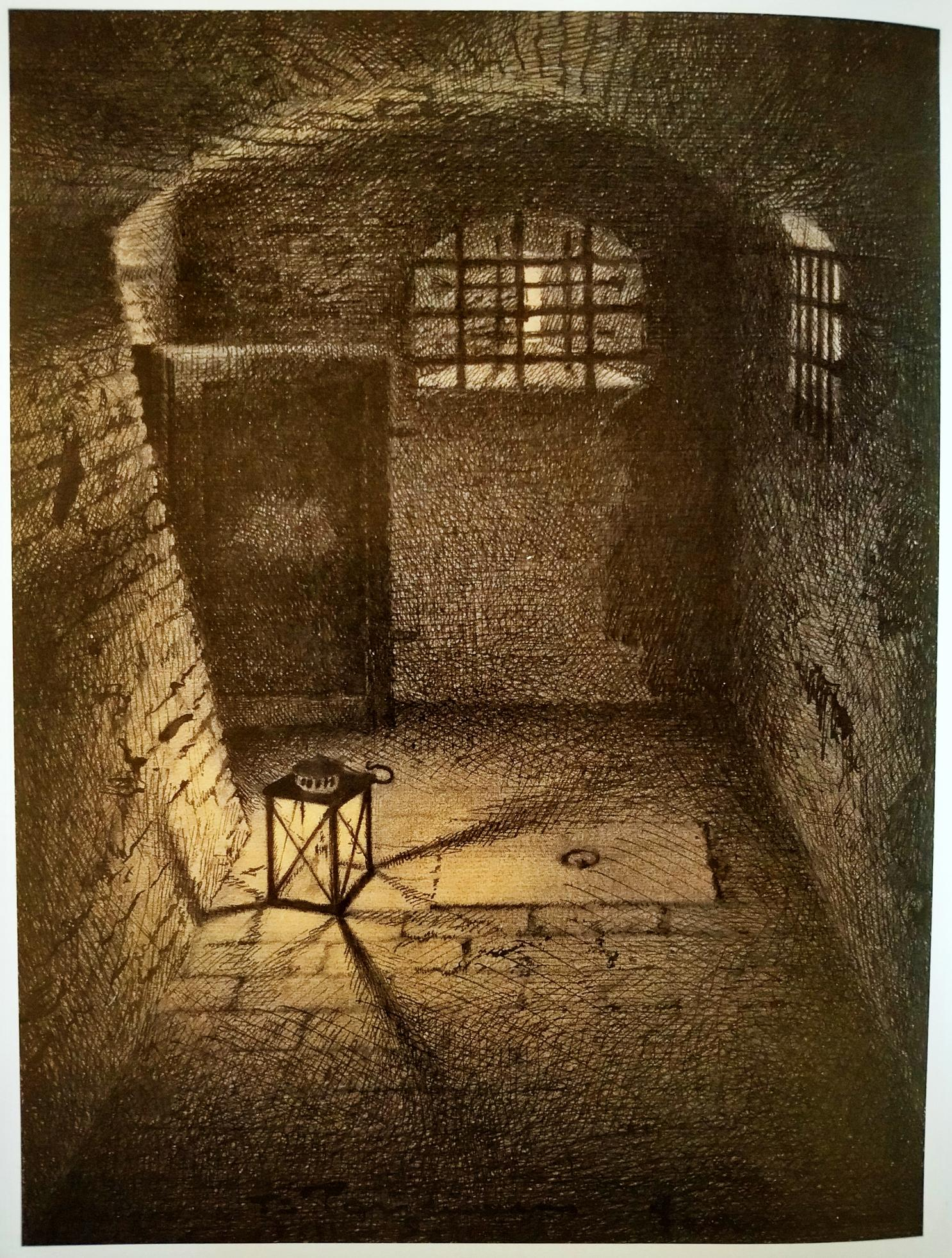
Prigione di parigina (1926).
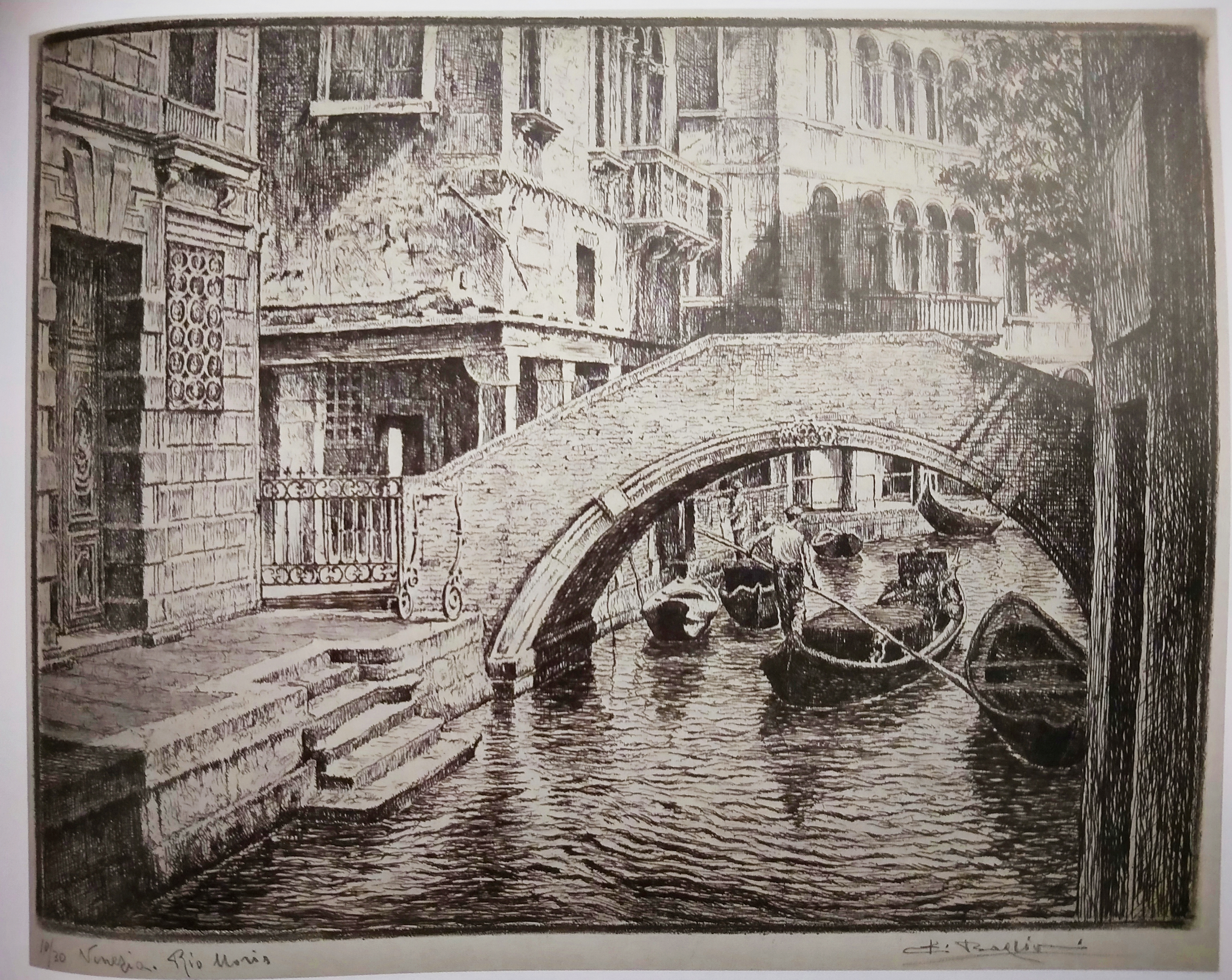
Rio Noris (1918).
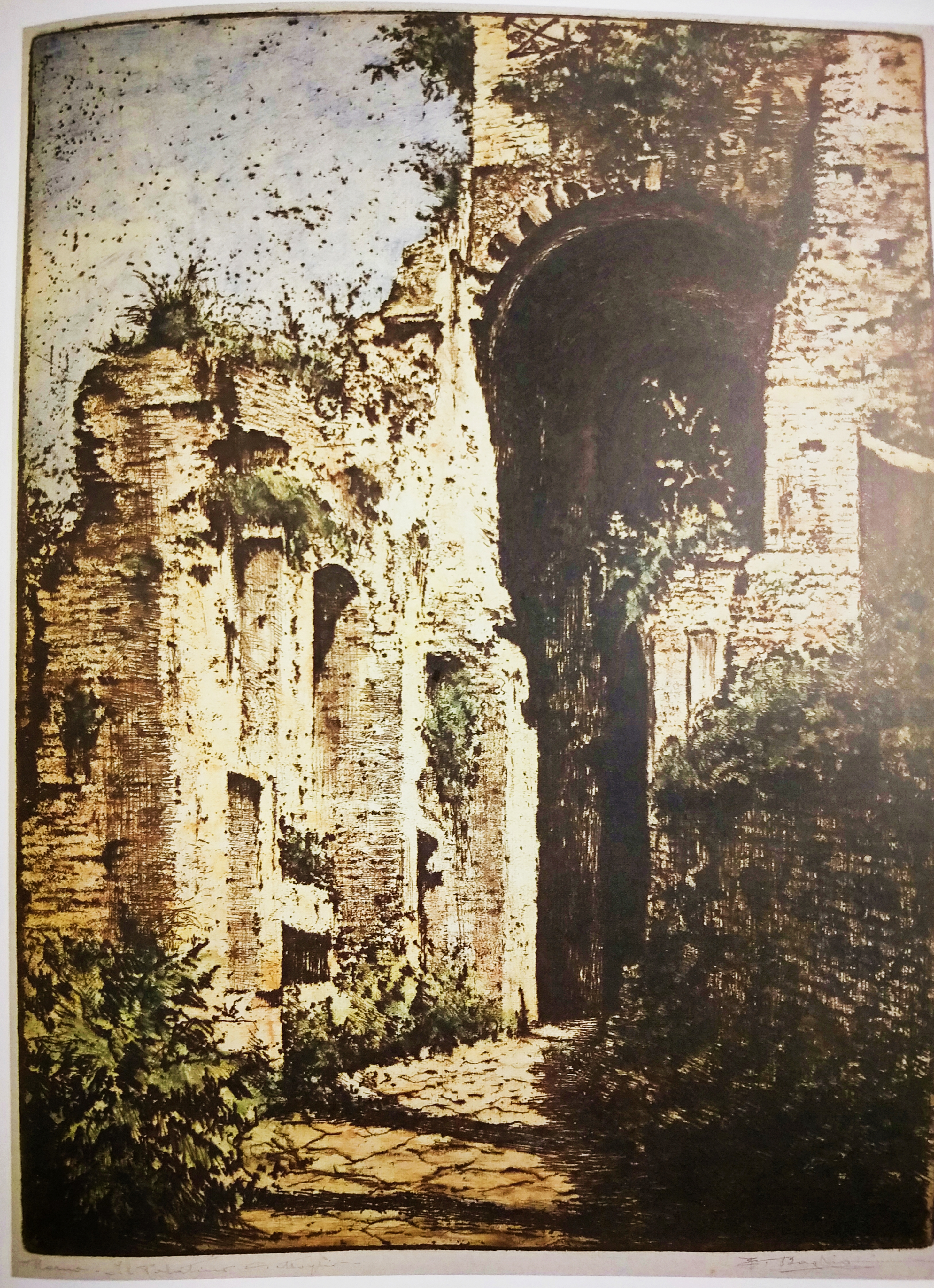
Roma.Il Palatino. Dettaglio (1924).
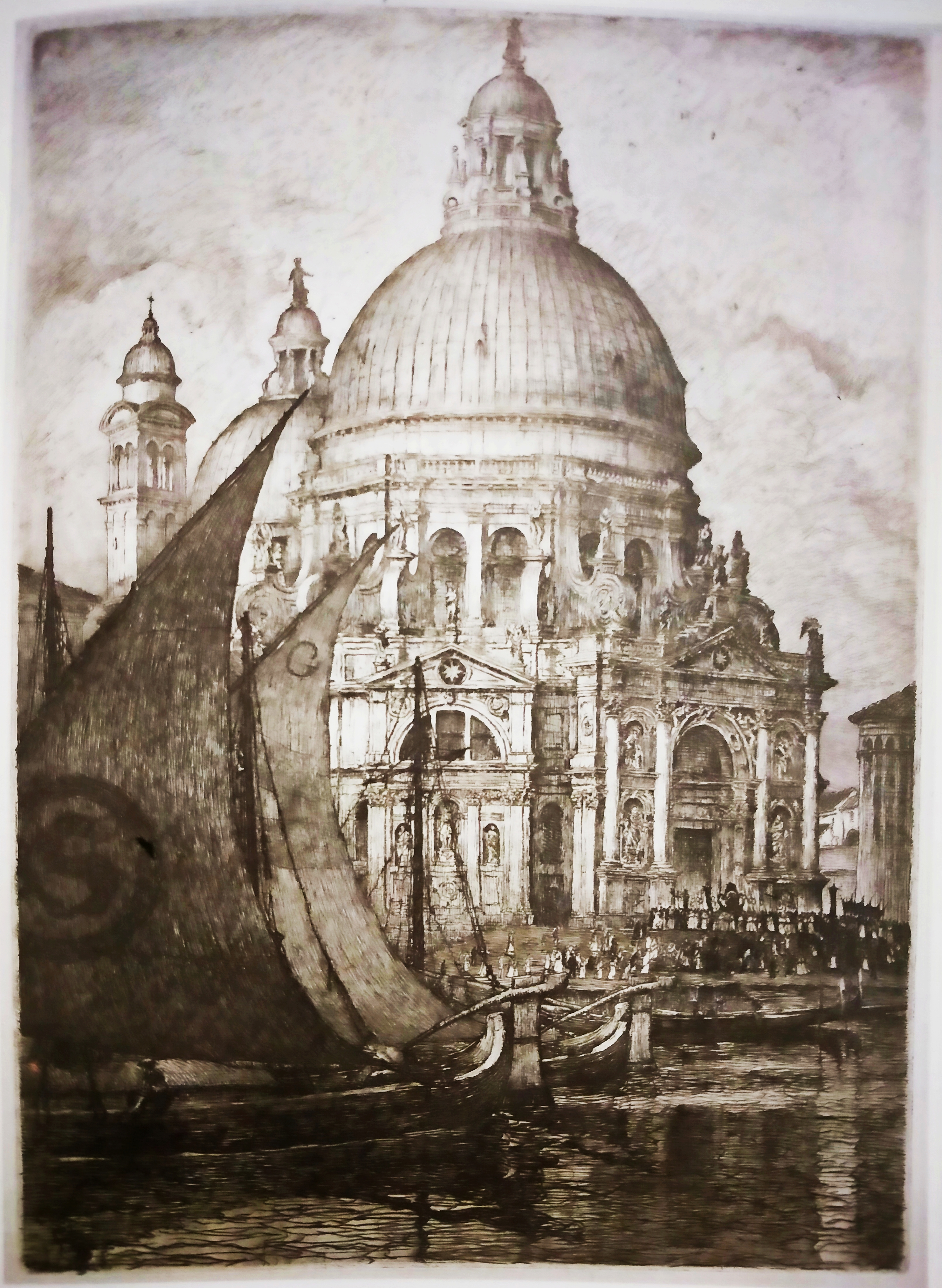
Venezia. Chiesa della Madonna della Salute (1919).
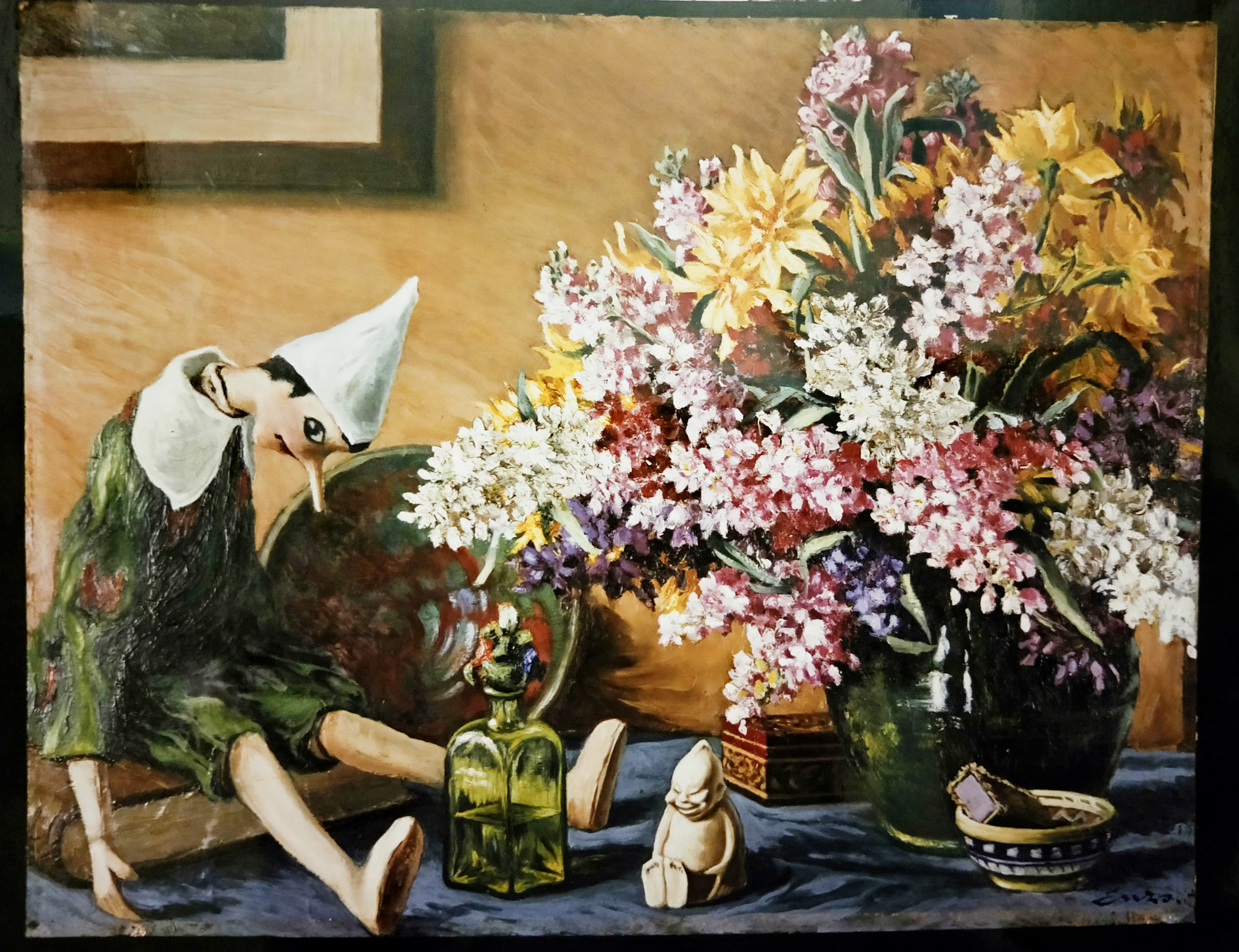
Natura morta "Pinocchio" (año desconocido).
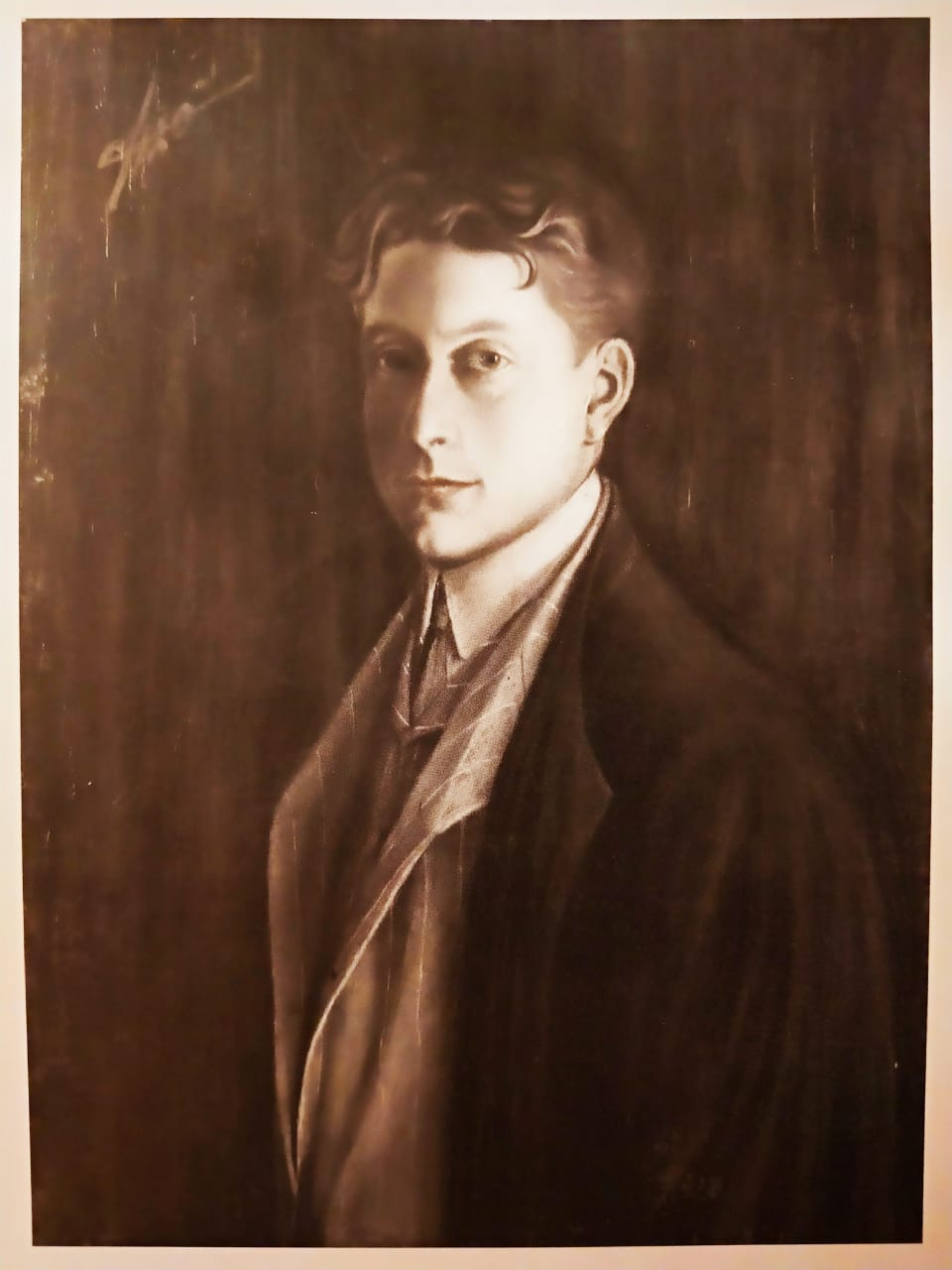
Autoritratto di Enzo Baglioni (1905).
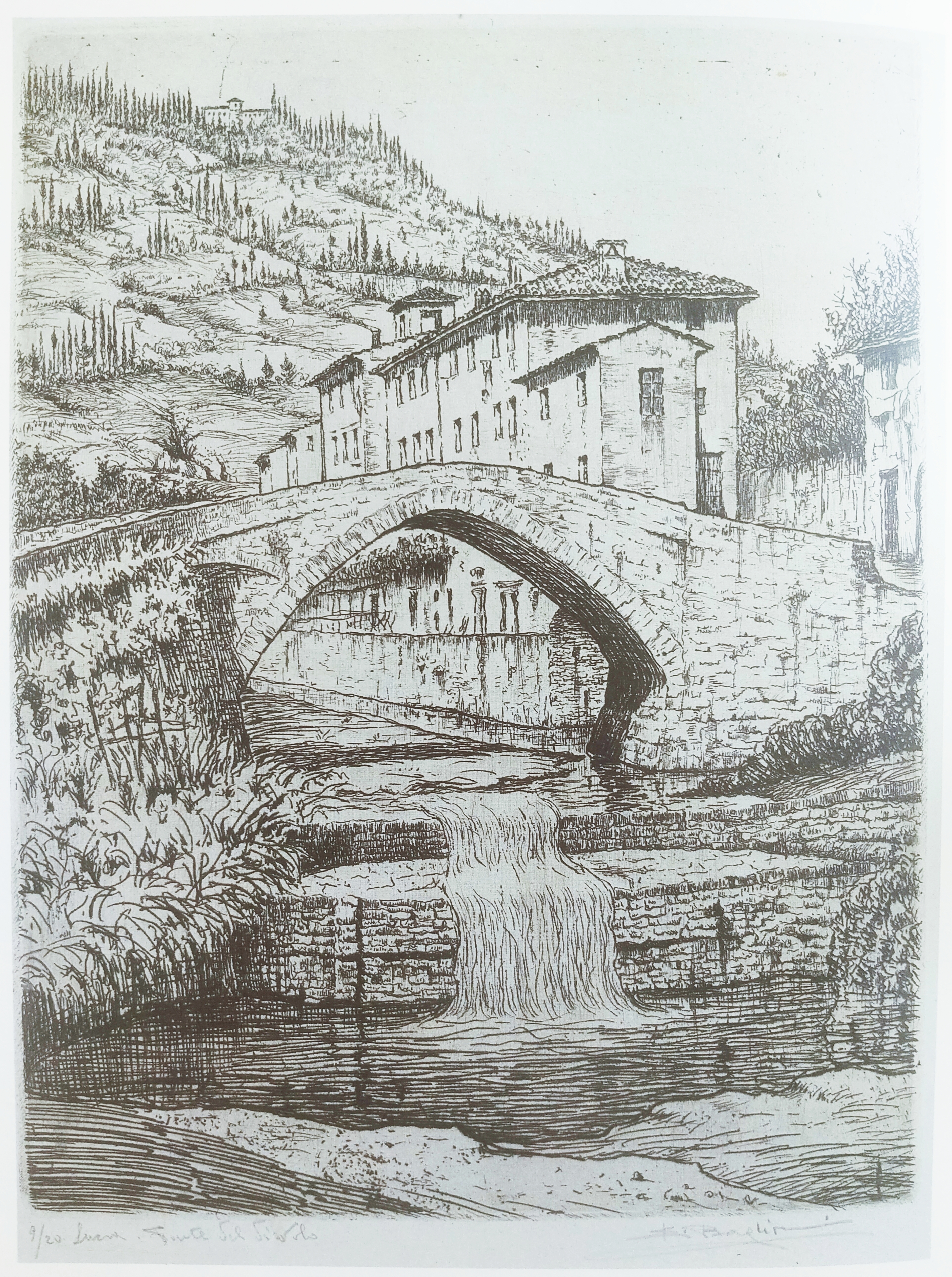
Lucca. Ponte del Diavolo (1929)

## Otros proyectos
Wikimedia Commons alberga galería sobre Giuseppe Enzo Baglioni.
- Datos: Q78154051
- Multimedia: Enzo Baglioni / Q78154051